# Wolność słowa
Wolność słowa – prawo do publicznego wyrażania własnych poglądów. Współcześnie jest uznawana jako standard norm cywilizacyjnych, chociaż dopuszczalne są jej ograniczenia. Uważana jest za czynnik demokracji.

## Zagrożenia
Wśród zagrożeń dla wolności słowa wymienia się następujące czynniki:
- obawy o bezpieczeństwo;
- ograniczanie praw dziennikarzy lub politycznej opozycji;
- kontrolę mediów w celu szerzenia propagandy lub negowania krytyki wobec rządu;
- wprowadzanie i egzekwowanie prawa przeciwko bluźnierstwom;
- blokowanie lub monitorowanie mediów społecznościowych i innej komunikacji w cyberprzestrzeni.

Naruszanie prawa do prywatności poprzez inwigilację jest według Human Rights Watch oraz Organizacji Narodów Zjednoczonych jednym z istotnych zagrożeń dla wolności słowa.

## Wolność słowa w Polsce
Brak wolności słowa charakteryzuje systemy teokratyczne, totalitarne i autorytarne. Represje związane z wolnością słowa nie są tylko domeną wyżej wymienionych systemów, są spotykane także w krajach uważanych za przestrzegające zasad demokracji. Zazwyczaj związane jest to z presją kogoś na wyższym stanowisku czy też osoby mającej wpływy w środowiskach decyzyjnych (np. polityk, redaktor encyklopedii, dziennika, itd.). Zazwyczaj odbywa się to poprzez blokowanie treści (informacji), które są niewygodne, niepotwierdzające poglądów osoby represjonującej. Wolność słowa gwarantują art. 14, 25, 49, 53 oraz 54 Konstytucji RP.
W rzeczywistości wolność słowa rzadko jest w pełni nieograniczona, np. w Polsce Kodeks karny zabrania publicznego znieważania Prezydenta RP oraz innych konstytucyjnych organów RP, przestępstwem może być też zniewaga i zniesławienie. Ponadto przestępstwem jest zaprzeczanie publicznie i wbrew faktom zbrodniom nazistowskim, komunistycznym oraz innym zbrodniom przeciw pokojowi, ludzkości oraz zbrodniom wojennym, czyli tak zwany negacjonizm.
Przestępstwem jest też obraza uczuć religijnych. Przepis ten w środowiskach niezwiązanych z Kościołem wzbudza kontrowersje. Według Jerzego Urbana taki przepis prawa jest „szczytem idiotyzmu”. Uważał on, że nie da się obrazić uczuć, do których zalicza się też miłość lub nienawiść. Z kolei serwis Racjonalista.pl uważa, iż ten przepis może być nadużywany celem zwalczania treści niewygodnych dla konkretnej wspólnoty wyznaniowej. Jako przykład podaje sytuację z roku 2001, kiedy to grupa tysiąca osób wniosła pozew przeciwko projekcji filmu Dogma na terenie Polski. W trakcie procedur prawnych okazało się, że z grupy pozywających film obejrzało zaledwie 12 osób, w związku z czym pozostali nie mogli zostać obrażeni czymś, z czym nie mieli kontaktu. Ponadto tygodnik Wprost zauważa dwa procesy sądowe w Polsce w sprawie obrazy uczuć religijnych, w których pojawiają się skrajnie różne wyroki. W jednym z nich skazano Dorotę Rabczewską za wypowiedź sugerującą, iż autorzy Biblii mieliby ją pisać pod wpływem środków odurzających oraz alkoholu. Skarga konstytucyjna o stwierdzenie niezgodności art. 196 Kodeksu karnego z Konstytucją została przyjęta do rozpatrzenia przez Trybunał Konstytucyjny i odrzucona. Natomiast Adam Darski, który został pozwany za publiczne podarcie Biblii w trakcie koncertu, został uniewinniony, gdyż sąd uznał to za przejaw działalności artystycznej. Wolność artystyczna nie jest przy tym absolutna i nie pozwala na wszystko. Granicę tej wolności stanowi konflikt wartości wobec innego dobra, którą ocenia sąd.